# Thomas Kojo
Thomas Kojo (Monrovia, 22 maggio 1972) è un dirigente sportivo, allenatore di calcio ed ex calciatore liberiano, di ruolo difensore, direttore tecnico del BYC.

## Carriera

### Giocatore

#### Nazionale
Ha debuttato in nazionale nel 1989. Ha partecipato, con la nazionale, alla Coppa d'Africa 2002.

### Allenatore
Ha cominciato la propria carriera da allenatore nel 2007, come vice allenatore dell'AK. Nella stagione successiva l'AK lo nomina allenatore della prima squadra. Nel 2009 è tornato all'incarico da vice allenatore, che ha mantenuto fino al 2012. Il 18 febbraio 2012 è diventato commissario tecnico della Nazionale liberiana, venendo poi sostituito da Kaetu Smith nel maggio 2012. Nel novembre 2013 viene nuovamente chiamato come commissario tecnico dalla Nazionale liberiana. Il 9 gennaio 2015 è diventato direttore tecnico del BYC. Nel 2018 è stato chiamato per la terza volta in carriera a ricoprire il ruolo di commissario tecnico della nazionale liberiana.

## Palmarès

### Club

#### Competizioni nazionali
- Coppa della Liberia: 1

Mighty Barrolle: 2000-2001